# Зубрилина
Зубрилина — деревня в Ирбитском МО Свердловской области, Россия.

## География
Деревня Зубрилина «Ирбитского муниципального образования» находится в 36 км (по автотрассе — в 47 км) к югу от города Ирбит, на левом берегу реки Кирга (правого притока реки Ница), выше устья левого притока Кирги — речки Голая.

## Население
| 2002 | 2010 | 2021 |
| ---- | ---- | ---- |
| 33   | ↗38  | ↘24  |